# Anna Henckel-Donnersmarck

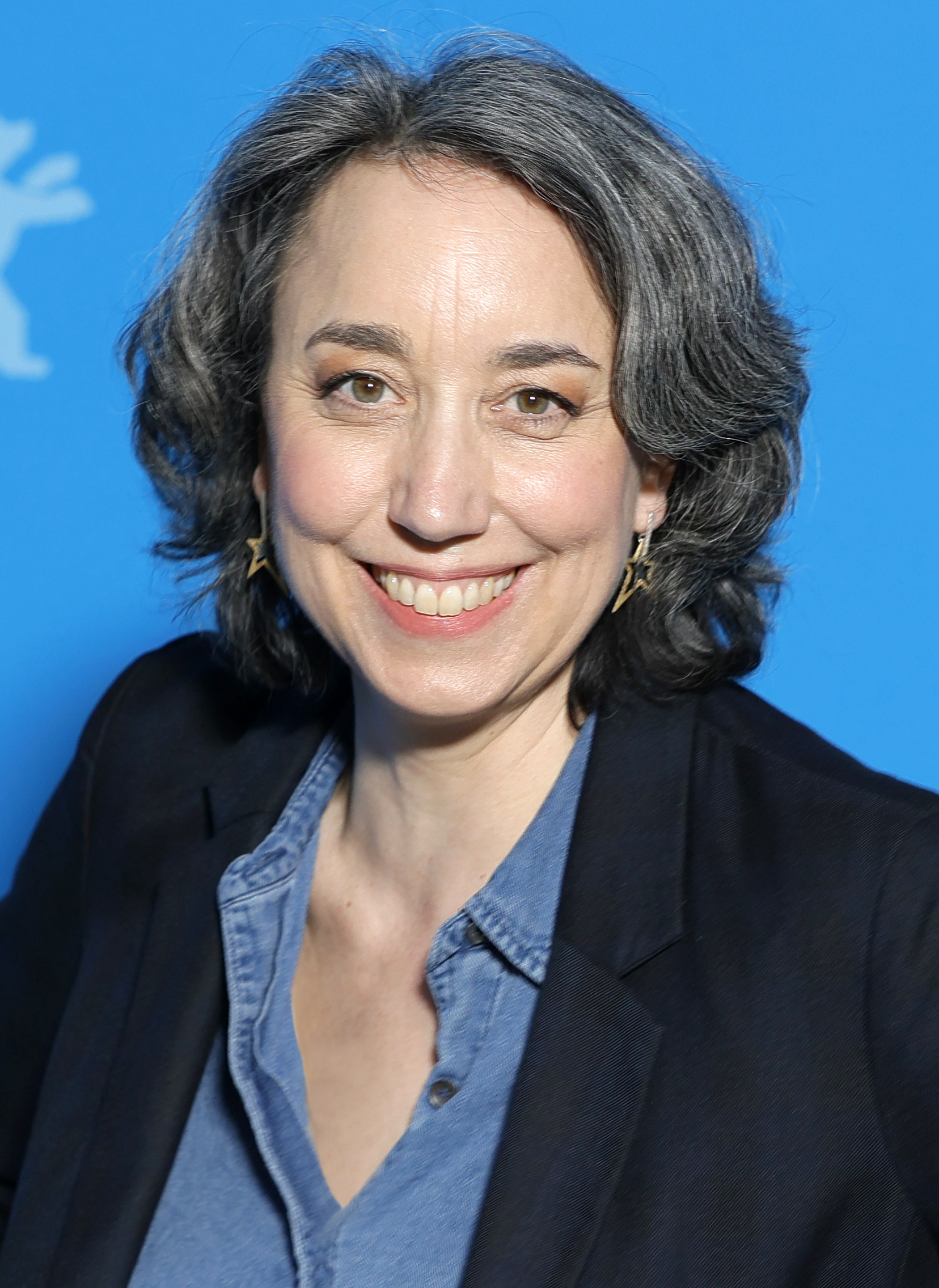
Anna Henckel-Donnersmarck (2024)

Anna Sarah Maria Brigitte Elisabeth Lily Gräfin Henckel von Donnersmarck (* 6. März 1973 in Frankfurt am Main) ist eine deutsche Filmschaffende. Seit 2019 ist sie Kuratorin und Leiterin der Berlinale Shorts, des Kurzfilmwettbewerbs der Berlinale.

## Leben
Anna Henckel-Donnersmarck wuchs in Indonesien, Japan, England und Deutschland  (Bayern) auf. Sie studierte am Camberwell College of Art and Design in London und an der Filmakademie Baden-Württemberg in Ludwigsburg. Das Studium schloss sie an der Filmakademie mit dem Diplom ab (Animation im Grundstudium, Regie Dokumentarfilm im Hauptstudium).
Seitdem ist sie seit mehr als 20 Jahren als Programmerin, Moderatorin und Jurorin tätig. In diesen Rollen war sie für viele Filmfestivals tätig, darunter Stuttgarter Filmwinter, Kasseler Dokfest, Zebra Poetry Film Festival, Pictoplasma, Internationales Trickfilm-Festival Stuttgart, Szpilman Award, Filmfest Dresden.
Henckel-Donnersmarcks Fokus liegt auf dem Kurzfilm. Sie konzipiert und realisiert Videoinstallationen für Ausstellungen, Bühne und Konzerte. Darüber hinaus unterrichtet sie an mehreren Hochschulen Filmtheorie und Videopraxis.
Am 1. Juni 2019 übernahm Henckel-Donnersmarck, die bereits von 2007 bis 2019 Mitglied im Auswahlgremium der Berlinale Shorts gewesen war, als Nachfolgerin von Maike Mia Höhne die Leitung der Berlinale Shorts der Internationalen Filmfestspiele Berlin.

## Privates
Anna Henckel-Donnersmarck ist eine entfernte Verwandte des Filmregisseurs Florian Henckel von Donnersmarck.

## Filmografie (Auswahl)
- 1997: Alles fließt oder Wo geht der Strom hin? (Darstellerin)
- 1997: Busby (Darstellerin, Regie, Ton)
- 1999: Die Trösterkrise (Kostüme)
- 2000/2001: Ende der Saison (Schnitt-Assistenz)
- 2002: Der Templer (Produktion)
- 2004–2008: Sehnsucht (Casting)
- 2006: ein, zwei Dinge (Regie, Drehbuch, Schnitt)
- 2013: To Say I Do (Regie, Drehbuch)